# Kościół Najświętszego Serca Pana Jezusa w Opolu
Kościół Najświętszego Serca Pana Jezusa – rzymskokatolicki kościół parafialny położony przy ulicy Czaplaka 1 w Opolu. Kościół należy do Parafii Najświętszego Serca Pana Jezusa w Opolu w dekanacie Opole, diecezji opolskiej.

## Historia kościoła

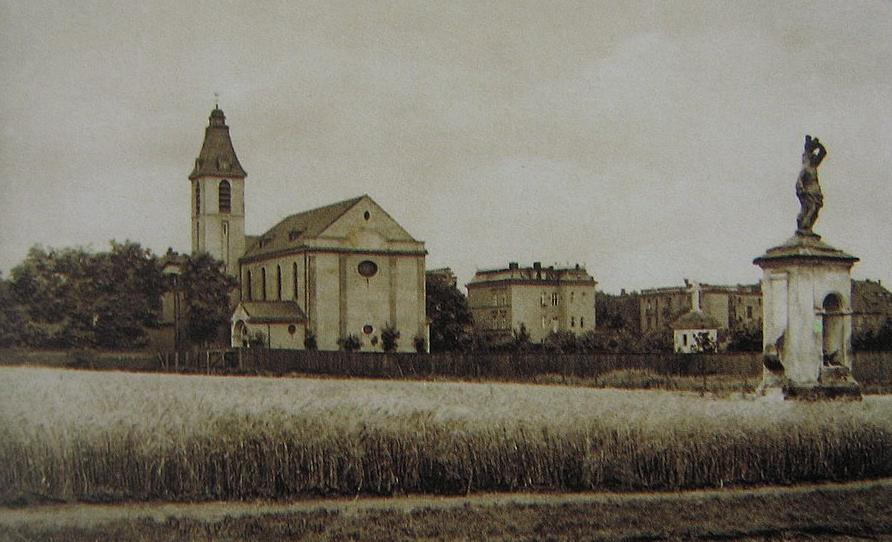
Kościół w latach 40 XX wieku

Budowę kościoła rozpoczęto w kwietniu 1930 roku. 10 sierpnia 1930 roku świątynia stała w stanie surowym. Kościół został konsekrowany 19 października 1930 roku przez sufragana wrocławskiego księdza biskupa Walentego Wojciecha. Jeszcze przed II wojną światową kościół został rozbudowany. Powiększono wówczas korpus świątyni o trzy przęsła. Kolejna rozbudowa, już po zakończeniu II wojny światowej, powiększyła świątynię o kruchtę.
W Uroczystość Bożego Ciała, w 2019 roku została poświęcona w kościele nowa kaplica Najświętszego Sakramentu. W jej centrum jest monstrancja. Po jednej stronie zostały poprzednie witraże, po drugiej - przygotowano nowe polichromie, które przedstawiają sceny z Ewangelii (Chrzest Pana Jezusa, Objawienie na Weselu w Kanie Galilejskiej, Piękny Pasterz, Woda Żywa i Umycie nóg apostołom). Autorem projektu jest jezuita o. Przemysław Wysogląd.

## Architektura i wnętrze kościoła

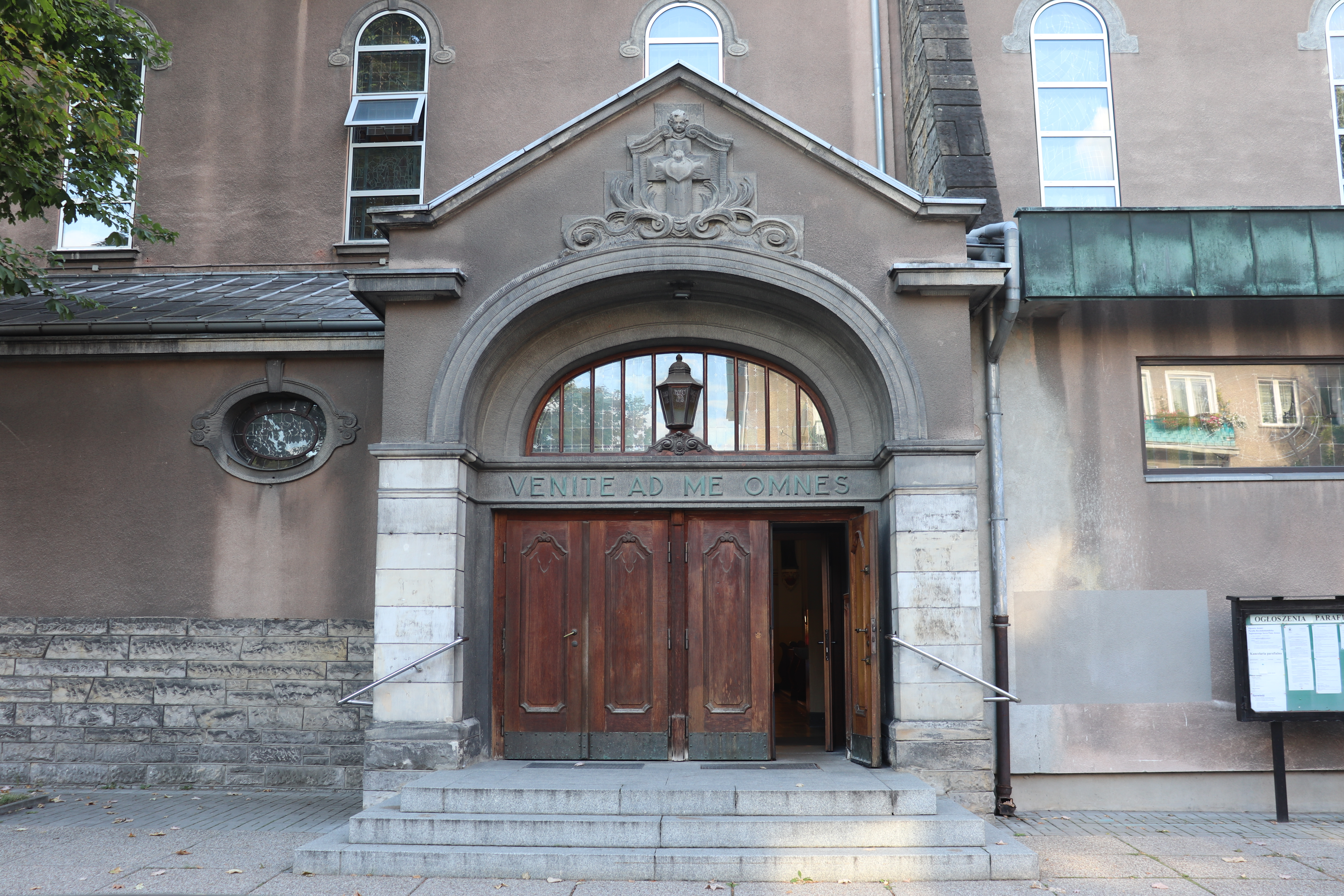
Wejście do kościoła

Kościół to trójnawowa budowla, postawiona na planie prostokąta, nieorientowana, z prezbiterium skierowanym w stronę południową. W dolnej części jest murowany z piaskowca, powyżej z cegły, całość jest otynkowana. Ponad kościołem góruje czworoboczna wieża, wybudowana w miejscu przejścia nawy głównej w prezbiterium. Sporsus Mariae Custos Verbi Internati Patronus Ecclesiae". W górnej części wieży znajdują się cztery otwory okienne, prostokątne, zamknięte łukiem pełnym. Wieżę przykrywa czteropołaciowy, ceramiczny dach typu wieżowego, kryty dachówką karpiówką, zwieńczony sygnaturką oraz iglicą z chorągiewką, na której widnieje data: "1910". Otwór wejściowy do świątyni zamknięte są od góry łukiem koszowym. 
Drzwi są dwuskrzydłowe, płycinowe, dekorowane snycerką. Wejście do wnętrza kościoła poprzedza jednokondygnacyjna kruchta. Kolejna drzwi są dwuskrzydłowe, płycinowe, również udekorowane snycerką. Z obu stron nawy głównej znajdują się nawy boczne. Dach nad nawą główną jest dwuspadowy, pokryty również karpiówką. W obrębie dachu znajdują się pionowe okienka, tzw. lukarny, które pokryte są trójpołaciowymi daszkami. Nad nawami bocznymi dach jest typu pulpitowego, które pokryte są blachą miedzianą. Kościół podtrzymują przypory. Prezbiterium zamknięte jest absydą. W prezbiterium występują empory (coś w rodzaju trybuny lub chóru). Okna prezbiterium są prostokątne ułożone jedno nad drugim w wąskiej, prostokątnej płycinie. Okna naw bocznych są owalne. Ołtarz główny, ołtarze boczne i ambona wykonane są w stylu barokowym.

## Organy
Organy zostały zbudowane przez Carla Berschdorfa w 1937 roku. Stół gry umieszczony po lewej stronie chóru. W październiku 2015 organy przeszły konserwację i strojenie przeprowadzoine przez Macieja Mamela z Dobczyc.
Dyspozycja instrumentu:
| Manuał I                | Manuał II              | Pedał               |
| ----------------------- | ---------------------- | ------------------- |
| 1. Nachthorngedeckt 16' | 1. Weitgedeckt 8'      | 1. Principalbas 16' |
| 2. Principal 8''        | 2. Quintade 8'         | 2. Subbas 16'       |
| 3. Holzflőte 8'         | 3. Dolkan 8'           | 3. Zartbass 16'     |
| 4. Gemshorn 8           | 4. Ital. Prinzipal 4'  | 4. Octavbass 8'     |
| 5. Gamba 8'             | 5. Nachthorn 4'        | 5. Gedacktpommer 8' |
| 6. Octave 4'            | 6. Spitzquinte 2 2/3'  | 6. Choralbas 4'     |
| 7. Rohrflőte 4'         | 7. Schwiegel 2'        | 7. Rożek 2'         |
| 8. Schweizerpfiefe 2'   | 8. Terz 1 3/5'         | 8. Mixtura 3x       |
| 9. Sesgialtera 8'       | 9. Super-Kwinta 1 1/3' | 9. Posaune 16'      |
| 10. Cornett 3fach       | 10. Cymbel 3x          |                     |
| 11. Mixtur 4fach        | 11. Krummhorn 8'       |                     |
| 12. Trompet 8'          |                        |                     |

## Dzwony

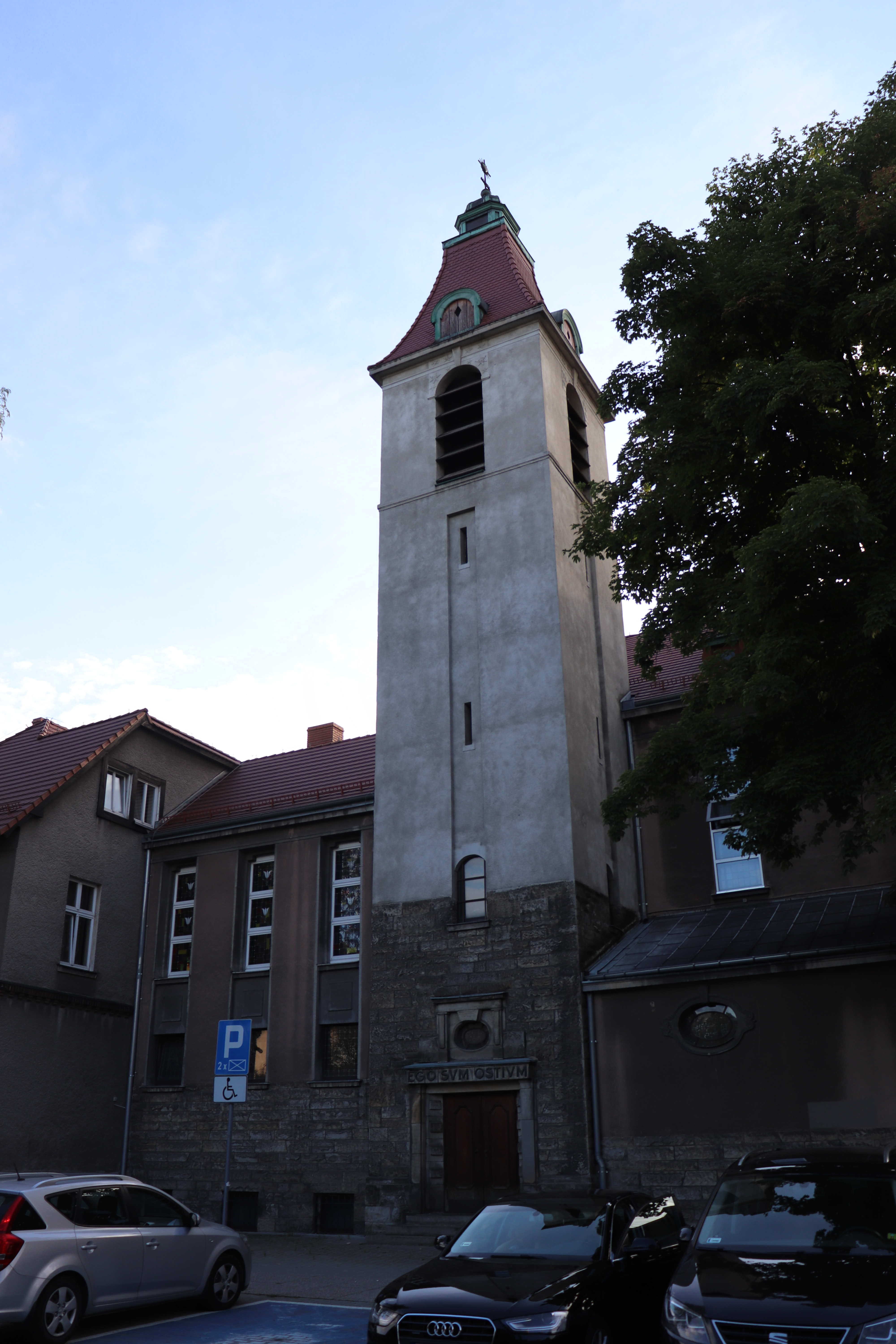
Wieża - dzwonnica

Na początku października 1930 zostały na wieży kościelnej zamontowane cztery dzwony. W 1943 roku trzy dzwony zostały zdemontowane i przeznaczone na cele wojenne III Rzeszy, pozostał jedynie najmniejszy z nich, poświęcony św. Ignacemu Loyoli, wykonany w odlewni Petit & Gebr. Edelbrock.
18 marca 1979 roku zostały zamontowane trzy nowe dzwony, wykonane w Odlewni Dzwonów Walerii Felczyńskiej i syna Janusza w Przemyślu. Wraz z zachowanym, najstarszym dzwonem, na wieży kościelnej znajdują się ponownie 4 dzwony. Największy dzwon o wadze ok. 950 kg, ma ton f' i napis o treści "Jesus Christus Filius Dei Rex universi Pastor et Salvator noster Caritas immeusa. Opole 1979", średni waży 500 kg, ma ton a' i napis: "Maria Virgo Immaeculata Dei pare Matter Ecclesiae Spes nostre. Opole 1979", najmniejszy waży 130 kg, ma ton f" i napis: "Joseph Vir Justus Sporsus Mariae Custos Verbi Internati Patronus Ecclesiae". Najstarszy z dzwonów (jedyny zachowany z 1930 roku), waży 290 kg, ma ton c" i napis: "Sole et in choro Ignatium inaploro". Obecnie łączna ich waga wynosi 1890 kg, czyli ponad połowę mniej, niż waga czterech dawnych dzwonów z lat 30. XX wieku.
|   | Imię              | Waga (kg) | Ton    | Średnica | Rok odlania | Odlewnia                                  |
| - | ----------------- | --------- | ------ | -------- | ----------- | ----------------------------------------- |
| 4 | św. Józef         | ~130 kg   | fis"   | 57 cm    | 1979        | Waleria Felczyński i syn Janusz, Przemyśl |
| 3 | św. Ignacy Loyola | ~290 kg   | c'     | 77 cm    | 1930        | Petit & Gebr. Edelbrock, Gescher          |
| 2 | Maryja            | ~500 kg   | a' (+) | 92,5 cm  | 1979        | Waleria Felczyński i syn Janusz, Przemyśl |
| 1 | Jezus Chrystus    | ~950 kg   | fis'   | ~116 cm  | 1979        | Waleria Felczyński i syn Janusz, Przemyśl |